# SH251i
ムーバ SH251i（ムーバ・エス エイチ に ごー いち アイ）は、シャープが開発した、NTTドコモによる第二世代携帯電話 (mova) 端末製品。

## 概要
「iショット」サービス対応端末第一号として、2002年6月1日より発売された。シャープのPDC端末としてはスーパードッチーモ（PDCとPHSの複合機）のSH821i以来2年ぶりの新製品である。
movaでは初めてのカメラ付き携帯電話となった当端末には、31万画素CCDカメラとライトが搭載された。背面液晶は、業界初の非バー型の液晶であり、256色の画面表示を使って、自分撮り用の撮影画面に使う事ができた。
デザインは、J-フォン（現：ソフトバンクモバイル）で大ヒットした同社製のJ-SH08に近いデザインである。

## 歴史
- 2002年2月22日 - テレコムエンジニアリングセンター(TELEC)による技術基準適合証明の工事設計認証（工事設計認証番号01WAB1004）
- 2002年5月28日 - ドコモから発表。
- 2002年6月1日 - 発売。
- 2012年3月31日 - movaサービス終了により使用はこの日限りとなる。